# 동천 (도교)

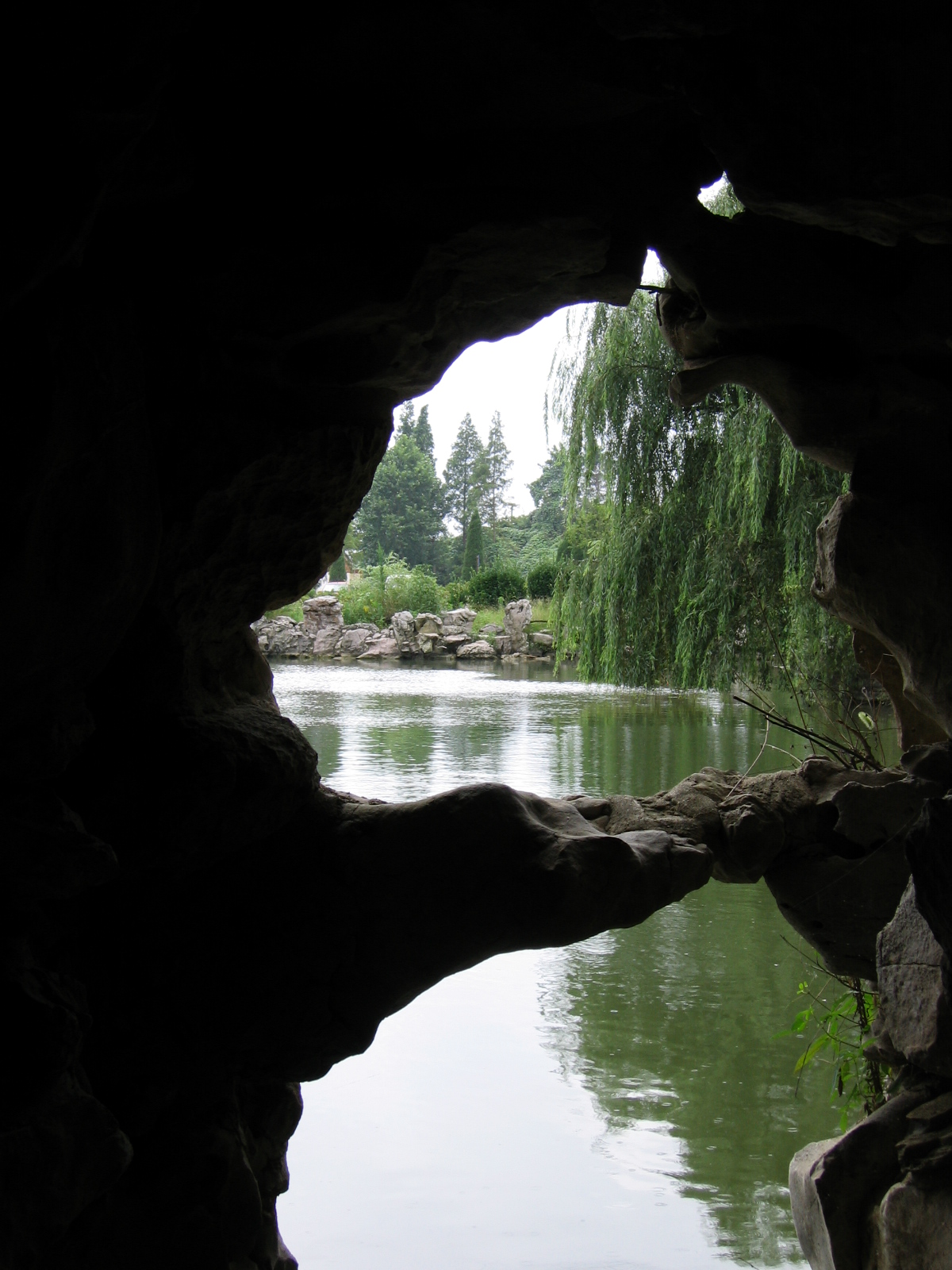

동천(중국어: 洞天, 병음: Dòngtian)은 도교에서 성스럽게 여기는 장소의 유형 가운데 하나이다. 동천은 대개 동굴이나 석굴, 계곡 등 지하 또는 반지하적 공간이다. 당나라의 사마승정과 두광정이 처음 체계화했다. 동천 중에서도 가장 성스러운 곳을 십대동천과 삼십육소동천으로 나눈다.

## 같이 보기
- 삼산오악